# Nesophontoidea
Nesophontoidea é uma superfamília de mamíferos insetívoros cujos integrantes estão todos extintos. Ela inclui duas famílias: os pré-históricos Geolabididae e os recentemente extintos Nesophontidae.